# Mohamed Majdoub
Mohamed Majdoub (ar. محمد المجدوب) – libijski piłkarz grający na pozycji lewego pomocnika. W swojej karierze grał w reprezentacji Libii.

## Kariera reprezentacyjna
W 1982 roku Majdoub został powołany do reprezentacji Libii na Puchar Narodów Afryki 1982. Zagrał w nim w czterech meczach: grupowych z Ghaną (2:2), w którym strzelił gola, z Tunezją (2:0) i z Kamerunem (0:0) i finałowym z Ghaną (1:1, k. 6:7). Z Libią wywalczył wicemistrzostwo Afryki.